# عذیب هجانات
عُذَیبُ الهِجانات، منزل‌گاهی در نزدیکی کوفه است. در واقعه کربلا، حسین بن علی و یارانش در ۲۸ ذی‌الحجه سال ۶۰ قمری در آن منزل کردند. در عذیب الهجانات چهار تن از کوفیان به راهنمایی طرماح بن عدی به امام پیوستند. آنان خبر کشته شدن قیس بن مسهر و گزارش اوضاع کوفه را به امام رساندند. طرماح در همین منزل خبر کشته شدن حسین و یارانش را شنید.

## موقعیت و وجه تسمیه
عذیب نام آبی در مصر در نزدیکی فرما، مکانی در نزدیکی بصره، منزل‌گاهی نزدیک کوفه در عراق است، و جایی در شمال مدینه است. عذیب الهجانات در چهار میلی قادسیه و سی دو میلی مغیثه و در مسیر راه مکه به کوفه قرار دارد. این منطقه متعلق به بنی تمیم بوده است.
عذیب مُصغّر عذب به معنای آب گوارا است. هجانات جمع هجان به معنای شتر نجیب و برگزیده‌است. این مکان چراگاه شتران نعمان بوده است و به نام همین شتران معروف شده است.

## وقایع
حسین بن علی با یارانش روز ۲۸ ذی‌الحجه سال ۶۰ق در آن منزل کردند. در این منزل خبر کشته شدن قیس بن مسهر به امام رسید. مسیر پس از عذیب به قادسیه و حیره به کوفه ختم می‌شد، اما حسین بن علی به خاطر آن که به کوفه نرود، مسیر را به سمت قصر بنی مقاتل تغییر داد.
در عذیب هجانات، نافع بن هلال، مجمع بن عبدالله عائذی، عمرو بن خالد صیداوی با راهنمایی طرماح بن عدی به حسین بن علی پیوستند. حرّ قصد دستگیر کردن یا بازگرداندن آنان را داشت، اما امام مانع شد. آنان از وخامت اوضاع کوفه، کشته شدن قیس بن مسهر و آماده شدن سپاهی بزرگ برای جنگ با امام خبر دادند. مجمع بن عبدالله عائذی گفت:
اشراف و بزرگان کوفه به جهت رشوه‌هایی که گرفته‌اند علیه شما هستند، سایر مردم، دلشان با شما ولی شمشیرشان علیه شما است.
در این منزل بین حسین بن علی و طرماح گفتگویی صورت گرفت. طرماح پیشنهادهایی به حسین داد که مورد پذیرش او قرار نگرفت. طرماح در همین منزگاه یا نزدیکی آن از سماعة بن بدر خبر کشته شدن امام را شنید.
سید بن طاوس گفته است در عذیب هجانات نامه ابن زیاد به حر رسید که فرمان به سختگیری داده بود. برخی منایع تاریخی رسیدن نامه ابن زیاد به حر را در نینوا گزارش کرده‌اند.